# Flesh Tone
Flesh Tone ist das fünfte Studioalbum der US-amerikanischen Sängerin Kelis. Es ist ihr erstes Album seit ihrem Beitritt bei Interscope Records und der Will.i.am Music Group.

## Hintergrund
Im Dezember 2009 erklärte Kelis in einem offiziellen Statement, dass die Gerüchte um ihre Arbeit an einem neuen Album gerechtfertigt seien. Sie bestätigte außerdem ihre Zusammenarbeit mit Will.i.am an neuer Musik und einem Plattenvertrag. Sie freue sich, Teil der Interscope-Familie zu sein und so früh wie möglich neue Musik zu veröffentlichen sowie für ihre Fans auf Tour zu gehen. Sie erzählte außerdem, dass sie bei ihrer Suche nach einem Plattenlabel ein komplettes Album mitnahm, um die Labels, die sich für das Projekt interessierten und ihr Anliegen verstanden, für ihre Bedürfnisse zugänglich zu machen. Laut Kelis war das Interesse sehr groß.
Als Kelis gefragt wurde, warum sie ausgerechnet Will.i.ams Musiklabel gewählt hatte, sagte sie: „Ich halte ihn für brillant. Ich denke, heutzutage gibt es nicht einen einzigen Song oder Künstler, den man nicht mit ihm in Verbindung bringen kann. Er ist wie eine musikalische Enzyklopädie. Und das macht Spaß. Er hat keine Angst, bis ans Limit zu gehen und er geht weiter wie alle anderen davor. Er scheint immer noch Spaß an der Sache zu haben und das ist das Einzige was zählt.“ Will.i.am antwortete darauf: „Kelis steht für die Art von Mensch, die uns nicht nur musikalisch, sondern auch stilistisch prägt. Sie hat immer schon neue Türen für ihr Publikum geöffnet und wir sind bereit, mit ihr durch die nächste zu gehen.“
In einer Vorschau aus dem Billboard-Magazin im Januar 2010 wurden acht Lieder für das Album angekündigt, obwohl Kelis später neun Lieder auf der Titelliste bestätigte. Die Vorschau sprach auch von den Songs Alive und Carefree American, die es später aber nicht auf die Titelliste schafften. Weiterhin wurde Kelis’ Zusammenarbeit mit dem britischen Synthpopduo La Roux erwähnt. Des Weiteren bestätigte iTunes die Anwesenheit von Überleitungen, sogenannten „Segues“ auf dem Album, die die Anfänge und Enden der einzelnen Lieder verbinden, so dass das Album wie ein großer Mega-Mix erscheint und keine Pause zwischen den Lieder ist.
Die Promotion für das Album begann am 26. Februar 2010, als Kelis in einem Nachtclub in Las Vegas die Leadsingle des Albums Acapella sowie drei weitere Lieder des Albums vorstellte. Beim Ultra Music Festival spielte sie die Lieder Acapella und Spaceship, eine Kollaboration mit Apl.de.ap und Benny Benassi für dessen neues Album. Per Twitter kündigte sie eine gemeinsame Tour mit der schwedischen Sängerin Robyn an, die den Titel All Hearts trägt.

## Inhalt
Im Intro des Albums besingt Kelis’ ihre Abhängigkeit von einer anderen Person. Jedes Mal wenn sie aufzuhören versucht, kehrt sie zurück und kommt nicht mehr los. 22nd Century (deutsch: „22. Jahrhundert“) handelt von der modernen Welt und den Eindrücken, die diese mit sich bringt.
Home (deutsch: „Zuhause“) thematisiert das Gefühl der starken Liebe und der Geborgenheit. Scream (deutsch: „Schrei“), ein Lied über Selbstbewusstsein, Vitalität, wurde von David Guetta produziert. In Emancipate singt Kelis über die Stärke von Frauen und der Forderung, Emanzipation zu verlangen. Der Schlusstrack des Albums Song for the Baby (deutsch: „Lied für das Kind“) ist eine Liebeshymne an Kelis’ neugeborenen Sohn Knight, in dem sie ihm ihre unendliche Liebe gesteht und ihm versichert, immer für ihn da zu sein.
| #           | Titel                   | Autor(en)                                                                                           | Produzent(en)                   | Länge |
| ----------- | ----------------------- | --------------------------------------------------------------------------------------------------- | ------------------------------- | ----- |
| 1.          | Intro                   | Kelis, Burns, Jean Baptiste                                                                         | Burns                           | 3:31  |
| 2.          | 22. Century             | Kelis, Baptiste, Alex Ridha, Andreas Meid, Ian O’Brien-Docker                                       | Boys Noize                      | 4:55  |
| 3.          | 4th of July (Fireworks) | Kelis, Baptiste, DJ Ammo, Jamie Munson, Anthony Burns, Vanessa Fischer, Ronald Morris, Jeff Scheven | DJ Ammo                         | 5:49  |
| 4.          | Home                    | Kelis, Baptiste, Nick Marsh                                                                         | Free School                     | 4:03  |
| 5.          | Acapella                | Kelis, David Guetta, Fred Riesterer, Baptiste, Makeba Riddick                                       | David Guetta, Fred Riesterer    | 4:29  |
| 6.          | Scream                  | Kelis, Guetta, Baptiste, Roman De Garcez                                                            | David Guetta, El Tocadisco      | 3:30  |
| 7.          | Emancipate              | Kelis, Baptiste, Benny Benassi, Alle Benassi                                                        | Alle & Benny Benassi            | 4:26  |
| 8.          | Brave                   | Kelis, James Fauntleroy II, William Adams, Baptiste                                                 | Alle & Benny Benassi, Will.i.am | 3:32  |
| 9.          | Song for the Baby       | Kelis, Baptiste, Michael McHenry, Printz Boards, Alain Whyte                                        | Free School                     | 3:42  |
| Bonustrack: |                         | |                                 |       |
| 10.         | Carefree American       | Carefree American                                                                                   | Carefree American               | 3:09  |

Anmerkungen
- Die Überleitungen wurden von Free School eingespielt und produziert.
- 4th of July (Fireworks) sampelt das Lied You’re My Heart (Pilotpriest Remix) von Lioness.

## Singleauskopplungen
| Jahr | Titel                   | Höchstplatzierung, Gesamtwochen, AuszeichnungChartplatzierungen (Jahr, Titel, , Platzierungen, Wochen, Auszeichnungen, Anmerkungen) | Höchstplatzierung, Gesamtwochen, AuszeichnungChartplatzierungen (Jahr, Titel, , Platzierungen, Wochen, Auszeichnungen, Anmerkungen) | Höchstplatzierung, Gesamtwochen, AuszeichnungChartplatzierungen (Jahr, Titel, , Platzierungen, Wochen, Auszeichnungen, Anmerkungen) | Höchstplatzierung, Gesamtwochen, AuszeichnungChartplatzierungen (Jahr, Titel, , Platzierungen, Wochen, Auszeichnungen, Anmerkungen) | Höchstplatzierung, Gesamtwochen, AuszeichnungChartplatzierungen (Jahr, Titel, , Platzierungen, Wochen, Auszeichnungen, Anmerkungen) | Anmerkungen                            |
| Jahr | Titel                   | DE | AT | CH | UK | US | Anmerkungen                            |
| ---- | ----------------------- | --- | --- | --- | --- | --- | -------------------------------------- |
| 2010 | Acapella                | DE21 (5 Wo.)DE | AT36 (5 Wo.)AT | CH61 (2 Wo.)CH | UK5 Silber · (15 Wo.)UK | — | Erstveröffentlichung: 20. Februar 2010 |
| 2010 | 4th of July (Fireworks) | — | — | — | UK32 (5 Wo.)UK | — | Erstveröffentlichung: 8. Juni 2010     |

Acapella
Die Leadsingle des Albums, Acapella, wurde am 7. Mai 2010 in Deutschland veröffentlicht, in Großbritannien am 10. Mai 2010 und ist Kelis’ erste Veröffentlichung seit 2 Jahren Pause. Das Lied wurde von Kelis, Makeba Riddick, Jean Baptiste, David Guetta und Frederik Riesterer geschrieben und von Guetta produziert.
Acapella markiert eine klare Entfernung von Kelis’ ehemaligem Musikstil, der deutlich im R&B anzusiedeln ist, hin zum Electronica- und Dancestil.
Der Text des Stücks handelt von Kelis’ Leben, das die ganze Zeit über ohne Musik, nur A Cappella, gewesen ist. Erst die Geburt ihres Sohnes Knight brachte die lang ersehnte Musik in ihr Leben.
Im Musikvideo zu Acapella, das von Rankin und Chris Cottam gedreht wurde, ist Kelis in verschiedenen Kostümen zu sehen. Zu Beginn des Videos sieht man Kelis in einem indianerähnlich Outfit durch einen Wald laufen, wo sie eine mit Federn besetzte Maske aufsetzt. In der nächsten Szene ist nur ihr Kopf vor einem blauen Hintergrund zu sehen, auf dem sie eine leuchtend hellblaue Brille trägt. Am Anfang der ersten Strophe steht Kelis als Indianerin im Wald und singt, während Szenen mit ihr als Amazone mit Pfeil und Bogen eingeblendet sind. Während des Refrains sieht man alle bisherigen Szenen in einem schnellen Wechsel, gefolgt von der Sängerin in einem schwarzen Latexanzug vor schwarzem Hintergrund.
In der zweiten Strophe ist Kelis in einem Zelt mit einigen Wölfen, ihre Haut ist golden und sie trägt ein Kostüm, das an einen Wolf erinnert. In der Bridge zum Refrain hängt sie mit einem gelben Kleid vor einem grauen Himmel. Das Kleid hat vier lange Streifen am Rücken, die lang gespannt sind, so dass es wirkt, als wäre Kelis die Sonne am Himmel. Im zweiten Refrain sind ebenfalls die vorherigen Szenen zusammengeschnitten. Die Bridge zeigt Kelis regungslos in einer Wüste stehen. Dieses Szenario findet sich auch im letzten Refrain wieder, genauso wie die vorherigen Szenen des Musikvideos.

## Besetzung
Folgende Personen wirkten bei der Entstehung von Flesh Tone mit.

### Management
| - Management: Tracy Nguyen - Internationales Management: Tracy Nguyen, Mark Gillespie - A&R: Neil Jacobson - A&R-Koordination: Nick J. Groff - Marketing: Julie - Marketing-Koordination: Jennifer Bowling | - Tour-Marketing: Don Clemons - Werbung: Ambrosia Healy, Erin Cooney, Christine Wolff - Internationales Marketing: Karen Goodman - Internationale Marketing-Koordination: Chelsea Avery - Internationale Werbung: Brett Bracy - Club Promotion: Troy Marshall, George Robertson |

### Visuelles
| - Fotografien: Rankin - Styling: Paula Bradley, Rodrigo Otazu - Haar: Anthony Dickey, Miesha Oliver | - Make-Up: Kathy Jeung - Body Painting: Nelly Recchia - Art Direction: Mogollon |

### Gesang
| - Gesang: Kelis Rogers - Hintergrundgesang: Jean Baptiste, Stacy Barthe, Sylvia Gordon, Sylvia Black, Michael McHenry, Neil Jacobson, Alle Benassi, George Robertson, DJ Rashida, Nick J. Groff |

### Produktion
| - Ausführender Produzent: Kelis Rogers - Produktion: Will.i.am, Jean Baptiste, DJ Replay, Mark Gillespie - Mastering: Gene Grimaldi, | - Produzenten: Burns, Boys Noize, DJ Ammo, Free School, David Guetta, Alle Benassi, Benny Benassi |

### Musik
| - Intro: Burns, Dylan Dresdow (Mixing) - 22nd Century: Boys Noize, Robert Orton (Mixing) - 4th of July (Fireworks): Damien Leroy (DJ Ammo), Dylan Dresdow (Mixing) - Home: Nick Marsh, Robert Orton (Mixing) - Acapella: David Guetta | - Scream: David Guetta - Emancipate: Benny Benassi, Alle Benassi (Mixing) - Brave: Benny Benassi, Alle Benassi, Alain Whyte (Gitarre), Robert Orton (Mixing) - Song for the Baby: Free School, Printz Boards (Flügelhorn), Dylan Dresdow (Mixing) - Überleitungen: Free School |

## Rezeption

### Rezensionen
| Professionelle Bewertungen | Professionelle Bewertungen |
| -------------------------- | --- |
| Kritiken                   | |
| Quelle                     | Bewertung |
| Digital Spy                | Sternsymbol · Sternsymbol · Sternsymbol · Sternsymbol · Sternsymbol                                                                       |
| NME                        | Sternsymbol · Sternsymbol · Sternsymbol · Sternsymbol · Sternsymbol · Sternsymbol · Sternsymbol · Sternsymbol · Sternsymbol · Sternsymbol |
| Laut                       | Sternsymbol · Sternsymbol · Sternsymbol · Sternsymbol · Sternsymbol                                                                       |
| CDStarts                   | Sternsymbol · Sternsymbol · Sternsymbol · Sternsymbol · Sternsymbol · Sternsymbol · Sternsymbol · Sternsymbol · Sternsymbol · Sternsymbol |
| Plattentests               | Sternsymbol · Sternsymbol · Sternsymbol · Sternsymbol · Sternsymbol · Sternsymbol · Sternsymbol · Sternsymbol · Sternsymbol · Sternsymbol |
| The Guardian               | Sternsymbol · Sternsymbol · Sternsymbol · Sternsymbol · Sternsymbol                                                                       |
| The Times                  | Sternsymbol · Sternsymbol · Sternsymbol · Sternsymbol · Sternsymbol                                                                       |

Alexander Cordas, Redakteur für laut.de kritisierte die musikalische Weiterentwicklung Kelis’: „Die Maschine bollert mit gnadenlosen Four to the Floor-Stupiditäten gegen Kelis’ Stimmbänder an; Songideen darf man hier getrost mit der Lupe suchen. Das Diktat des Bumms-Beats regiert mit eherner Hand.“ Dennoch lobte er den ersten und letzten Song des Albums, die er als „Song-Sandwich, das fast noch als ok durchgehen könnte“ bezeichnete. „Der als Intro getarnte Opener kommt mit schleppendem Beat und rauchig dahin gestöhnten Zeilen ganz gut an, das Ende ziert der beste Track, die Ode an das Neugeborene Söhnlein Knight. Im fluffigen Disco-Outfit macht Kelis eine gute Figur … Dazwischen tummelt sich leider eine scheinbar nicht enden wollende musikalische Ödnis. Obwohl die Spielzeit des Albums gerade einmal lächerliche 37 Minuten beträgt. Sowohl künstlerisch als auch von der Quantität her bleibt Flesh Tone fast alles schuldig.“
Tanja Kraus von CDStarts jedoch lobte den zeitgenössischen Stil des Albums: „Die dunkle Stimme von Kelis fügt sich nahtlos in die futuristischen Beats ein, da findet man kaum einen schwachen Song. Man muss natürlich den Dance-Pop und die Version der Amerikanerin davon mögen. Einziger Nachteil schient die Langlebigkeit der Songs zu sein, doch kann Kelis von sich behaupten, im derzeit stark umkämpften Dance-Sektor eine qualitativ überdurchschnittliche Platte abgeliefert zu haben, die jede House-Disco aufmischen dürfte.“
Auch Björn Bischoff von der Webseite Plattentests.de gab dem Album positive Kritik: „Ob es nun eine gewollte Transformation oder eine innere Veränderung war, kann unter diesem Sound nicht mehr ausgemacht werden. Dafür funktioniert er viel zu gut aus sich heraus – ‚We Control the Dancefloor‘. Ein Müssen ist an keiner Stelle zu vernehmen. Dabei ist es erstaunlich, wie gut sich die Zeilen von Kelis in die Oberfläche der Songs bohren und sich dort festkrallen … Der elektronische Clubsound hat die wenigen Ecken und Kanten umspült, die noch hätten aufblitzen können, und Kelis ist vollkommen eingetaucht in diese Klänge, die so nah an Bekanntem sind, so fremd klingen möchten und doch viel tiefer gehen.“

### Chartplatzierungen
| ChartsChartplatzierungen       | Höchstplatzierung | Wochen |
| ------------------------------ | ----------------- | ------ |
| Deutschland (GfK)              | 61 (1 Wo.)        | 1      |
| Schweiz (IFPI)                 | 49 (4 Wo.)        | 4      |
| Vereinigte Staaten (Billboard) | 48 (1 Wo.)        | 1      |
| Vereinigtes Königreich (OCC)   | 46 (3 Wo.)        | 3      |